# Masurca
Cet article concerne le missile mer-air. Pour le réacteur nucléaire, voir Masurca (réacteur).
Ne doit pas être confondu avec Mazurka.
 (mars 2016).
Si vous disposez d'ouvrages ou d'articles de référence ou si vous connaissez des sites web de qualité traitant du thème abordé ici, merci de compléter l'article en donnant les références utiles à sa vérifiabilité et en les liant à la section « Notes et références ».
Le Masurca est un système de conception français de missile mer-air moyenne portée.

## Historique
Dès 1948, la France s'est lancée dans des projets d'engins volants téléguidés. En effet, la multiplication des menaces à vélocité élevée, qu'elles soient sous-marines, navales ou aériennes, nécessitait la création de protections efficaces. Un programme de grande importance fut développé visant à couvrir tous les domaines : antiaérien, antinavire et anti-sous-marin. Seuls deux des projets de ce programme atteignirent le stade du service opérationnel :
- le MALAFON destiné à la lutte anti-sous-marine (MArine LAtécoère FONd) ;
- Le MASURCA destiné à la lutte antiaérienne de zone et classé hautement prioritaire (MArine SUpersonique Ruelle Contre-Avions).

Les Français travaillèrent ainsi sur des missiles antiaériens. D'abord avec le Maruca, directement inspiré du Schmetterling allemand. Ce MARUCA fut abandonné en raison de ses faibles performances, mais les fruits de son développement ne tombèrent pas dans l'oubli.
En 1955, l'ECAN de Ruelle commença à travailler sur un missile supersonique fonctionnant avec des propergols solides. Le MASURCA est développé par la DTCN (Direction Technique des Constructions Navales) via l'ECAN de Ruelle et la société des engins Matra.
Les premiers essais sont entrepris depuis l'île du Levant, la mise au point se poursuit à partir de 1960 sur le bâtiment Île d'Oléron (un bâtiment d'expérimentation spécialement aménagé). Cinquante tirs seront ainsi réalisés au cours de cette période qui s'achèvera en 1968 par la validation opérationnelle réalisée sur la frégate Suffren, récemment admise au service actif.
Après une première version MK1, le MK2 bénéficia de la connaissance du RIM-2 Terrier offert par les États-Unis pour équiper le Dupetit-Thouars. Le déploiement du RIM-24 Tartar sur le Kersaint, le Bouvet, le Dupetit-Thouars et le Du Chayla est l'occasion d'un nouveau transfert de technologie. Les Français développent alors un MK2 mod 2 qui sera déployé après 1966. Il sera amélioré en 1970 (MK2 mod 3), puis encore entre 1983 et 1985.
Le système MASURCA avait été conçu comme système d'arme principal des frégates lance-engins (ou FLE, ancienne dénomination des frégate lance-missiles de première génération).
Au cours du temps, le nombre d'ensembles à construire ne cessa de diminuer avec la réduction du programme. Le projet initial devait comporter 6 unités (pour six frégates) mais il ne sera déployé en tout et pour tout que sur le Suffren, sur le Duquesne (son navire jumeau) et sur le croiseur Colbert, devenu croiseur lance-missiles. Un système était prévu pour être monté sur la plage avant du porte-hélicoptères Jeanne d'Arc mais il n'a jamais été installé.
Le Duquesne a été retiré du service en 2009, remplacé par la frégate de défense aérienne Forbin.

## Caractéristiques du système

### Le missile
Il s'agit d'un missile d'une masse de 2 tonnes composé de 2 étages reliés entre eux par des menottes explosives (dispositif destiné à séparer les deux étages du missile lorsque le premier n'a plus de combustible) : un accélérateur et le missile proprement dit, disposant d'une propulsion à poudre. Il possède une portée de 55 km et sa charge était colossale pour un système d'arme anti-aérien : 100 kg. Elle était peut-être destinée à combler un manque de précision : le missile explosant à l'aide d'une fusée de proximité, si l'avion ne recevait pas l'impact il devait au moins être soufflé par l'explosion.
L'accélérateur, avait été conçu pour brûler la totalité de son combustible en environ 5 secondes. Il donnait ainsi une vitesse initiale au missile extrêmement élevée de l'ordre de 800 mètres par seconde (2 880 km/h environ mach 2.7). Après séparation des 2 éléments, le missile prenait le relais et se dirigeait vers la cible à la vitesse terminale de Mach 3.
Du fait de son altitude minimale d'interception d'environ 30 m, ce missile n'était, en théorie, pas capable d'intercepter les menaces rasantes de type missile anti-navires, ou avion en vol rasant. D'un autre côté avec une charge de 100 kg, il doit être possible d'arriver à quelques résultats.
Le missile MASURCA sera fabriqué en trois versions :
- La Mark 1 : il s'agissait d'une version de base, qui servit lors de tous les tests de qualification, mais également un temps sur le Suffren
- Le Mark 2 Mod 2 : il s'agissait de la première version opérationnelle. Cette version, relativement primitive, est retirée du service en 1975.
- Le Mark 2 Mod 3 : c'est la dernière version utilisée.

### Le système d’arme
On a souvent tendance à penser qu'un système d'arme ne comporte que l'arme en elle-même dans notre cas un missile. Mais rien n'est moins vrai pour le système MASURCA.
Ce système d'arme comprend :

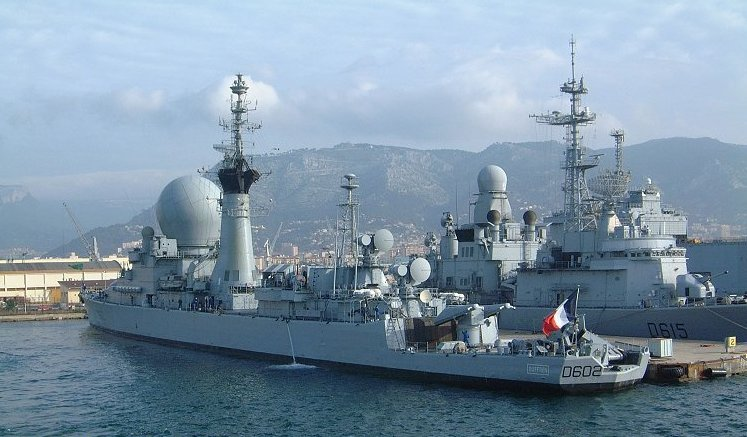
Suffren par bâbord-arrière. En partant de l'arrière : la rampe double MASURCA, les deux radars de conduite de tir et l'énorme radôme abritant le radar de veille DRBI-23.

- une rampe double de lancement de 40 tonnes, de 4 mètres de haut et 4,45 m de large. Elle était orientable en site et en gisement. Elle pouvait lancer les missiles entre +6° et +70° d'inclinaison. Elle donnait ainsi la direction initiale de la cible.
- une chambre relais : située à l'arrière de la rampe double et sur les barillets rotatifs. Cette chambre permettait le montage des empennages arrière et dépliage des gouvernes ainsi que la mise en place sur la rampe.
- une soute contenant 2 barillets horizontaux portant chacun 17 missiles de combat et 1 missile de manœuvre destiné aux vérifications de bon fonctionnement.
- une soute contenant des missiles en pièces détachées
- une trappe de chargement des missiles. La manœuvre n'était guère aisée et on ne pouvait guère charger plus de 12 engins sur une journée de travail : les parties particulièrement fragiles en céramique des missiles n'auraient pas supporté le moindre choc
- 2 radars de poursuite DRBR-51 associés à 2 illuminateurs
- un calculateur
- un radar tridimensionnel DRBI-23
- un système automatique de traitement des informations tactiques SENIT 2
- un ensemble de désignation d'objectif et d'affectation des armes.

Là où le poids des 48 missiles s'élève à 96 tonnes, il fallait en fait compter près de 450 tonnes pour le système d'arme entier. Cette masse colossale restreint grandement les possibilités d'utilisation avec la nécessité de disposer d'un bâtiment d'un certain tonnage pour l'embarquer. Il s'agit d'une des raisons pour lesquelles le MASURCA n'a été installé en tout et pour tout que sur trois bâtiments de la marine nationale.
Il ne reste plus à ce jour, en service, de bâtiment équipé du système d'armes MASURCA.

## Emplois et fonctionnement

### Emplois et déploiement
Le MASURCA était un missile moyenne portée de défense de zone, ce qu'il signifie qu'il ne se contentait pas de protéger son seul bâtiment porteur, mais également les navires l'accompagnant. Il a été, entre autres, pendant plus de 30 ans chargé d'assurer la protection anti-aérienne et anti-projectiles des porte-avions de la force d'action navale française.
Le nombre d'ensembles MASURCA à construire ne cessa de diminuer avec la réduction du budget alloué à la marine. Ainsi, le projet initial comportait six unités presque aussitôt ramené à cinq. Très lourd et complexe à mettre en œuvre, il nécessitait un navire porteur d'un déplacement minimum de 5 000 tonnes, donc, un navire fort cher. Ainsi, la loi de programmation 1960-1965, adoptée le 6 décembre 1960, ne prévoyait plus que 3 unités. La 3e unité est finalement sacrifiée pour permettre l'achat de 42 intercepteurs Vought F-8 Crusader aux États-Unis, intercepteurs supersoniques embarqués sur les porte-avions.
Le troisième ensemble Masurca, était destiné au porte-hélicoptères Jeanne d'Arc, mais non disponible lors de sa construction, ce système est finalement utilisé lors de la refonte du croiseur anti-aérien Colbert de 1970 à 1972. Cela permit à la Marine nationale de disposer, en plus des quatre escorteurs d'escadre équipés du RIM-24 Tartar, de trois bâtiments à forte capacité anti-aérienne pour l'époque : Suffren, Duquesne et Colbert.
Ces trois navires seront utilisés lors de nombreuses missions pour assurer la couverture aérienne de flottes françaises ou de coalitions lors d'opérations militaires ou de maintien de la paix : Thétis (1975), Liban (1980-1986), Irak (Daguet 1989, Héraklès 1990, bouclier du désert 1990, tempête du désert 1990-1991), Balbuzard 1993-1994 (lors du siège de Sarajevo par les Serbes)...
Le MASURCA disparaîtra en 2009 sans jamais avoir connu l'engagement au combat. Il sera remplacé par l'ASTER 30 équipant les frégates Forbin et Chevalier Paul.

### Fonctionnement des mod 2 et 3, et contraintes
Le missile possède un guidage semi-actif, ce qui signifie qu'il doit être maintenu sur sa cible par le tireur, en l'occurrence un navire de guerre.
Ce guidage était assuré par deux groupements de guidage qui comprenaient chacun un ensemble télépointeur/radar illuminateur DRBR 51.
On pouvait ainsi effectuer du tir simultané sur deux cibles.
Après avoir repéré des adversaires à l'aide du radar de veille tridimensionnelle, les deux DRBR-51 était verrouillés sur les deux cibles les plus menaçantes. Une fois à portée, les missiles étaient tirés dans leur direction, et, grâce aux deux systèmes de poursuite, ils restaient verrouillés sur leur objectif.
- On pouvait faire décoller les MASURCA en anticipant le moment où les cibles franchiraient la limite de portée.
- On pouvait également faire décoller plus de deux missiles simultanément : seuls deux missiles étaient contrôlés mais d'autres pouvaient suivre les premiers en ayant pris approximativement la bonne direction à l'aide de la rampe : si les cibles des premiers missiles étaient détruites ou avaient esquivé, les missiles suivants pouvaient immédiatement être pris en charge et ré-agresser la même cible ou voler immédiatement vers une autre.

Le système MASURCA n'était pas des plus aisés à manipuler et le temps de mise en place sur les rampes était relativement long. Cela espaçait d'autant les salves.
Pour ce qui est de l'explication précédente elle est commune aux deux types de missiles les plus récents : le mod 2 et le mod 3.
Les différences fondamentales entre ces deux missiles sont : leur système de guidage et la trajectoire que l'on faisait suivre au missile.
- Le Mark 2 Mod 2 : Il s'agissait d'un engin téléguidé par le radar de poursuite et il suivait une trajectoire d'alignement. Le missile n'avait aucun moyen de percevoir sa cible autrement que par la fusée de proximité. La télécommande (il ne s'agissait de rien d'autre, si ce n'est que le contrôle était assuré par le radar) entraînait de nombreux problèmes :

On devait tenir compte de l'imprécision des instruments : plus la cible se trouvait éloignée moins le radar pouvait la suivre avec exactitude car des ondes radars diffractées en rencontrant une faible quantité revenaient au désignateur et l'emplacement exact devenait « flou » et cela entraînait une perte de précision. Il fallait que le navire ait une représentation exacte de la position du missile et de sa cible, ce qui à haute vitesse devenait extrêmement compliqué.
- La trajectoire du MASURCA block 2 mod 2 formait ce que l'on appelle une trajectoire directe d'interception : le missile arrivait en face de sa cible légèrement en contrebas, ce qui ne facilitait pas son évolution. Cette évolution était ralentie par son propre poids (nouvelle perte en précision et moins de surface équivalente à toucher sur la cible) en cas de défaillance de la fusée de proximité. Ce système était en fait relativement primitif.
- Le Mark 2 Mod 3 : dernière version utilisée, il s'agissait d'un missile autoguidé à radar semi-actif, le missile disposant d'un récepteur d'onde radar.

Le radar de poursuite émettait l'onde qui allait frapper la cible de manière continue. Cette onde la frappait et était renvoyée dans toutes les directions. Le missile MASURCA block 2 mod 3 captait les ondes réfléchies avec son radar semi-actif et se calait continuellement sur la « zone réfléchissante ». Plus le missile s'approchait de la cible, plus il la « voyait » avec précision et les chances de la frapper augmentaient. Il est à noter également qu'avec la distance diminuant entre la cible et le missile le temps de réaction se réduisait continuellement ce qui n'était pas le cas avec la version précédente du fait des ondes radios dirigeant le mod 2.
La deuxième évolution majeure concerne la trajectoire du mod 3. Il suit une trajectoire de navigation proportionnelle.
(le fait de frapper par le dessus est totalement indépendant de la navigation proportionnelle. Cela s'appelle de la super élévation. Cf Guidage de missile)